# Holdudvar
Holdudvar è un film del 1969 diretto da Márta Mészáros.